# Gotische Oorlog (402-403)
De Gotische Oorlog (402-403) was een oorlog tussen het West-Romeinse Rijk en de Visigoten. De bevelhebber van het Romeinse leger was Flavius Stilicho, de Visigoten werden aangevoerd door Alarik. De oorlog werd in het noorden van Italië uitgevochten en bestond naast een aantal kleine gevechten uit twee grote veldslagen die beiden door de Romeinen gewonnen werden.

## Achtergrond
Na de dood van keizer Theodosius I werd het rijk opgesplitst in een West-Romeinse Rijk en een Oost-Romeinse Rijk. Waar de scheidingslijn precies lag, was niet duidelijk. Een probleem deed zich voor toen in 395 Alarik, een voormalig generaal in het Romeinse leger en koning van de Visigoten, in opstand kwam  en Griekenland binnen viel. Stilicho, de opperbevelhebber van de westelijke legers, en kort daarvoor nog zijn meerdere, wilde hem terugdrijven, maar werd teruggefloten door de pretoriaanse prefect van het Oosten Flavius Rufinus, omdat hij zich buiten zijn territorium begaf.
Volgens de klassieke schrijver Claudianus was Stilicho in staat om de Goten te vernietigen, maar kreeg hij van de Oost-Romeinse keizer Arcadius het bevel om de Oostelijke troepen terug te sturen en Illyricum te verlaten. Stilicho ging onder protest akkoord met dit bevel, want hij was in een positie om Alarik te verslaan. Toen de troepen van het Oostelijke Rijk in Constantinopel aankwamen, reden Arcadius en Rufinus hen tegemoet. Bij deze ontmoeting werd Rufinus door de troepen vermoord. Veel historici vermoeden dat Stilicho betrokken was bij de moord op Rufinus .

## De oorlog

### Aanleiding

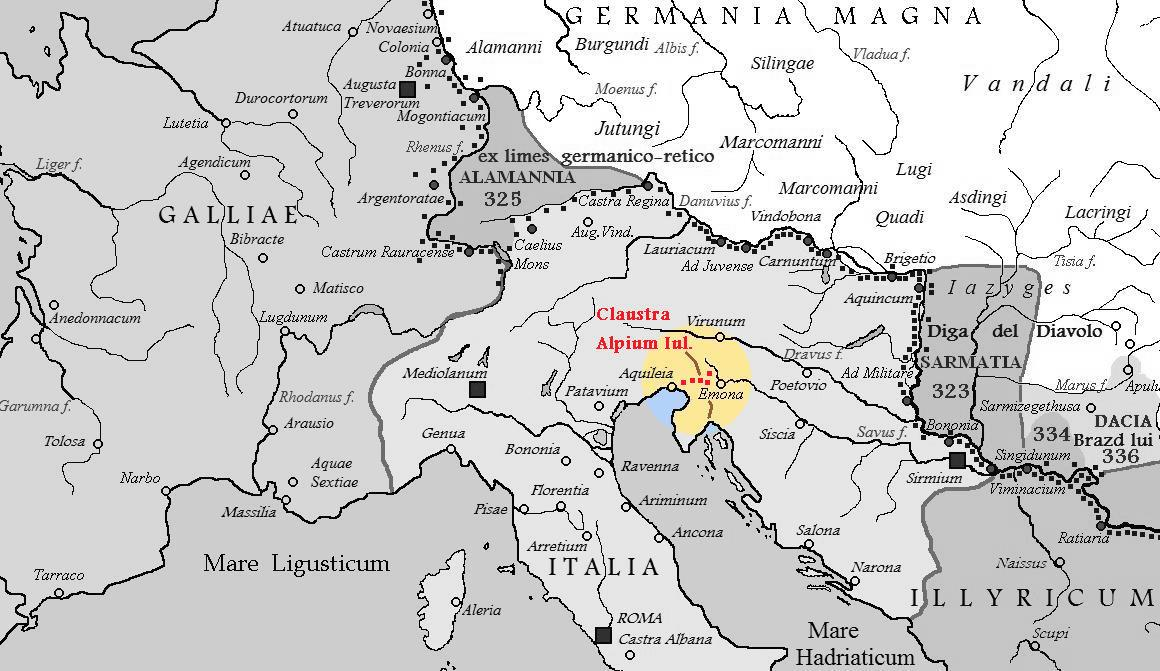
Het systeem van forten dat de doorgang van de Julische Alpen beschermde, werd in 401 verlaten waardoor Alarik in staat was zijn invasie van Italië te beginnen.

In 401 had Stilicho in het noorden van Italië een grote legermacht bijeen gebracht.  Met dit leger wilde hij optrekken tegen de Vandalen en Alanen die een grote bedreiging vormden voor het Westelijk Romeinse Rijk. De Vandalen en Alanen zelf werden opgejaagd door de Hunnen en de grensprovincies Raetia en Noricum liepen gevaar door de op drift geraakte volken overlopen te worden. Nadat Stilicho klaar was met zijn voorbereidingen trok hij met het keizerlijke leger op tegen de invallers. In het oosten profiteerde Alarik van deze troepenverplaatsing door de Prefectuur Italia binnen te vallen, deze inval vond plaats in de herfst van dat jaar.   Zonder veel tegenstand te ondervinden rukte hij plunderend op naar Mediolanum (Milaan), waar keizer Honorius verbleef. Haastig vluchtte de keizer voor de snelle opmars van de Goten, maar kwam niet verder dan de stad Hasta, dat spoedig door Alarik werd belegerd. Stilicho verbleef met de hoofdmacht noordelijk van de Alpen. De invallende winter verhinderde dat hij  de keizer kon ontzetten. Zodra de Alpenpassen het toestonden in maart 402, keerde Stilicho terug naar Italië met een geselecteerde voorhoede. Daarmee dwong daarmee hij Alarik het beleg op te breken.
De bronnen uit de oudheid geven niet aan met welk doel Alarik naar het westen trok en het noorden van Italië binnenviel. Historicus Thomas Burns suggereert dat Alarik waarschijnlijk wanhopig op zoek was naar voorzieningen om zijn legerschare van voedsel te voorzien. Met Claudianus  als zijn bron meldt historicus Guy Halsall dat de aanval van Alarik in feite eind 401 begon, maar aangezien Stilicho in Raetia was "om grenskwesties af te handelen", kwamen de twee elkaar pas in 402 voor het eerst in Italië tegen.  Alarik's binnenkomst in Italië volgde de route die in de poëzie van Claudianus werd aangegeven, toen hij de Alpengrens van het schiereiland overstak nabij de stad Aquileia.  Gedurende een periode van zes tot negen maanden waren er meldingen van Gotische aanvallen langs de Noord-Italiaanse wegen, waar Alarik werd opgemerkt door Romeinse reizigers. Langs de route over de Via Postumia kwam Alarik voor het eerst Stilicho tegen.

### De veldslagen
Er werden twee veldslagen uitgevochten. De eerste was in Pollentia op Paaszondag, waar Stilicho (volgens Claudianus een indrukwekkende overwinning behaalde door de vrouw en kinderen van Alarik gevangen te nemen, en nog belangrijker, door een groot deel van de schat in beslag te nemen die Alarik de afgelopen vijf jaar had buit gemaakt. Stilicho achtervolgde de terugtrekkende troepen van Alarik en bood aan de gevangenen terug te sturen, maar werd geweigerd. De tweede slag was bij Verona,  waar Alarik voor de tweede keer werd verslagen.
Ondanks de nederlaag kreeg Alarik van Stilicho een vrije aftocht. Stilicho bood Alarik een wapenstilstand aan en stond hem toe zich uit Italië terug te trekken. Hij mocht met zijn overgebleven troepen afreizen naar Illyrië en ontving zelfs geldelijke steun voor voedsel.  Kulikowski verklaart dit verwarrende, zo niet regelrechte verzoenende gedrag door te stellen: "gezien de koude oorlog van Stilicho met Constantinopel, zou het dwaas zijn geweest om een potentieel wapen als biedbaar en gewelddadig te vernietigen, zoals Alarik later zou kunnen blijken te zijn".  Halsall's observaties zijn vergelijkbaar, aangezien hij beweert dat het "besluit van de Romeinse generaal om Alarik's terugtrekking naar Pannonië toe te staan, logisch is als we zien dat Alarik's strijdmacht in dienst komt van Stilicho en dat de overwinning van Stilicho minder totaal is dan Claudianus ons wil doen geloven".  Misschien meer onthullend is het verslag van de Griekse historicus Zosimus - die een halve eeuw later schreef: "hetgeen aangeeft dat er in 405 een overeenkomst werd gesloten tussen Stilicho en Alark"-  wat suggereert dat Alarik op dat moment in 'westerse dienst' was, waarschijnlijk als gevolg van een regeling die in 402 waren gemaakt. Tussen 404 en 405 verbleef Alaric in een van de vier Pannonische provincies, van waaruit hij "Oost tegen West kon spelen terwijl hij beide mogelijk bedreigde".

## Gevolgen
Een direct gevolg van deze oorlog was de verplaatsing van de residentie van de keizer naar Ravenna. Milaan de stad waar keizer Honorius vertoefde, bleek dan toch niet zo veilig te zijn. Daarom werd beslist om het hof te verplaatsen naar Ravenna, een stad die werd omringd door een moerassig gebied. De enige toegang was een kunstmatige weg, die indien nodig, gemakkelijk te verdedigen was. De Romeinse overwinning werd aanvankelijk met vreugde door de bevolking ontvangen en Honorius ging naar Rome om de triomf te vieren in het gezelschap van zijn generaal.
Volgens historicus A.D. Lee bracht Alarik's terugkeer naar de noordwestelijke Balkan Italië slechts tijdelijk uitstel, want een nieuwe oorlog brak uit toen in 405 een andere Gotische volksstam samen met andere barbaren, dit keer van buiten het rijk, de middelste Donau overstak en oprukten naar Noord-Italië, waar ze het platteland plunderden en steden en dorpen belegerden.  Deze volksstam werd aangevoerd door Radagaisus. Hoewel de keizerlijke regering worstelde om voldoende troepen te verzamelen om deze barbaarse invasies in bedwang te houden, slaagde Stilicho erin de dreiging van de stammen onder Radagaisus te onderdrukken, toen deze zijn troepen in drie afzonderlijke groepen splitste. Stilicho zette Radagaisus in het nauw bij Florence en verhongerde de indringers tot onderwerping. Ondertussen wachtte Alarik - die door Stilicho de codicils van magister militum had gekregen en nu door het Westen werd geleverd - op de ene of de andere partij om hem aan te zetten tot actie, waardoor Stilicho geconfronteerd werd met moeilijkheden van nog meer barbaren.